# 49350 Катінікс
49350 Катінікс (49350 Katheynix) — астероїд головного поясу, відкритий 27 листопада 1998 року.
Тіссеранів параметр щодо Юпітера — 3,504.